# Città dell'Afghanistan
Lista di città dell'Afghanistan.

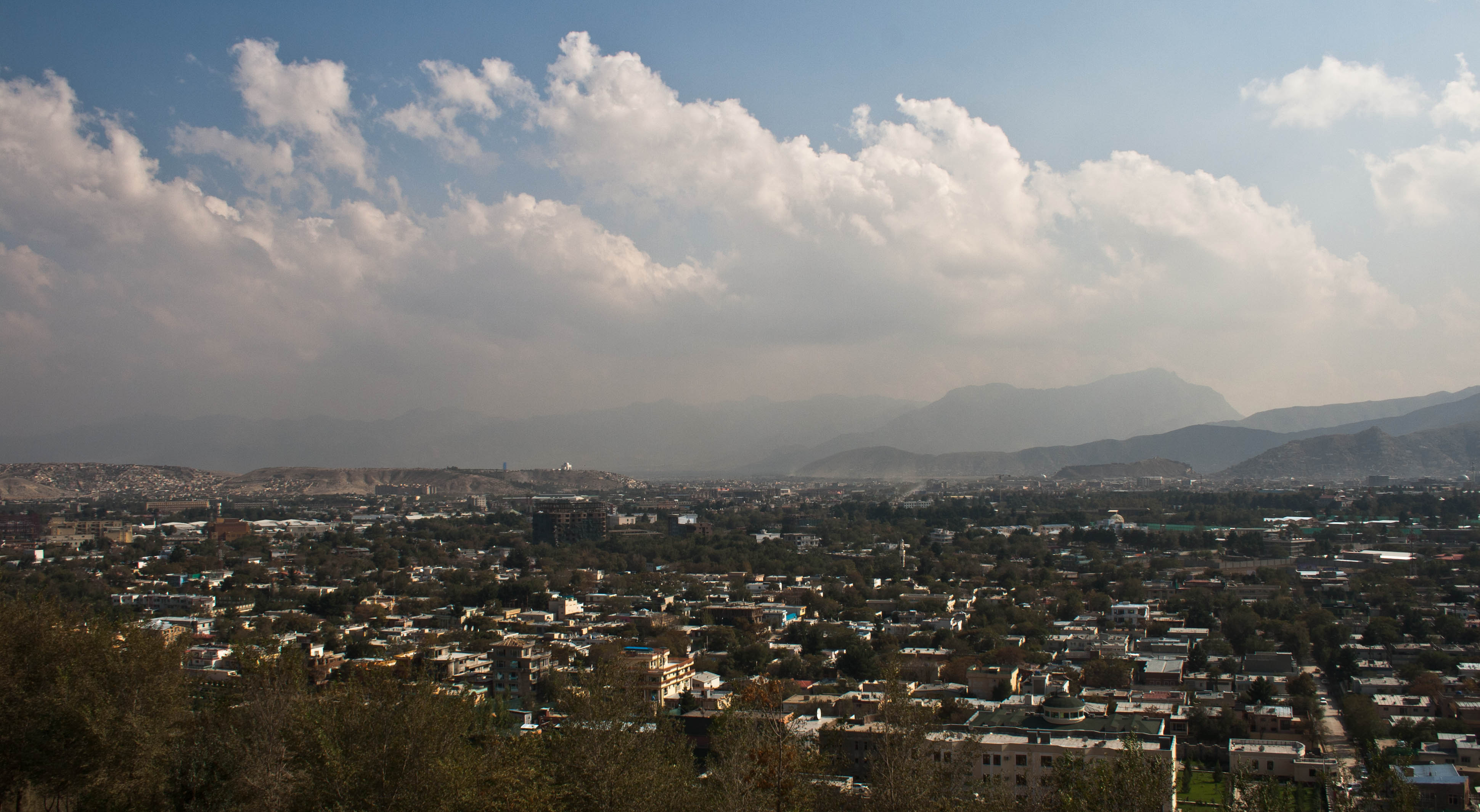
Veduta aerea di Kabul

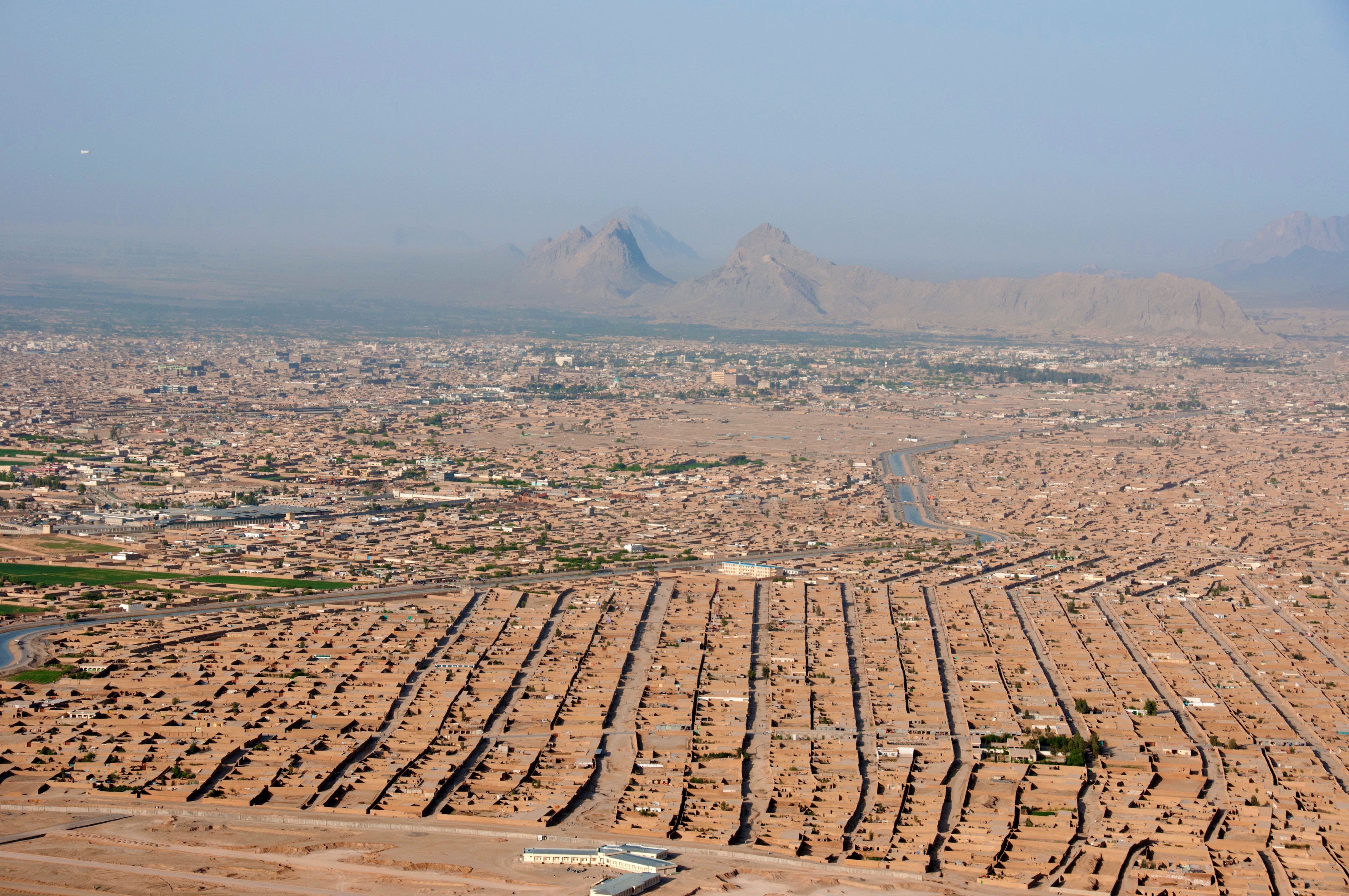
Veduta aerea di Kandahar

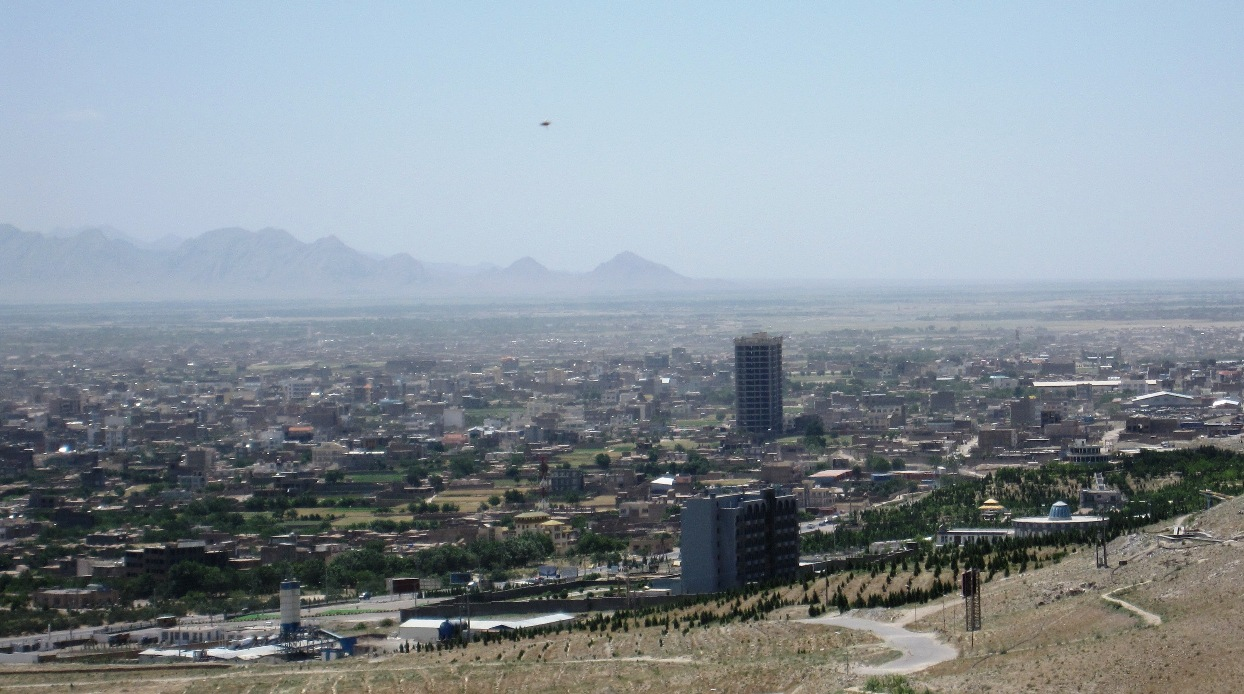
Herat

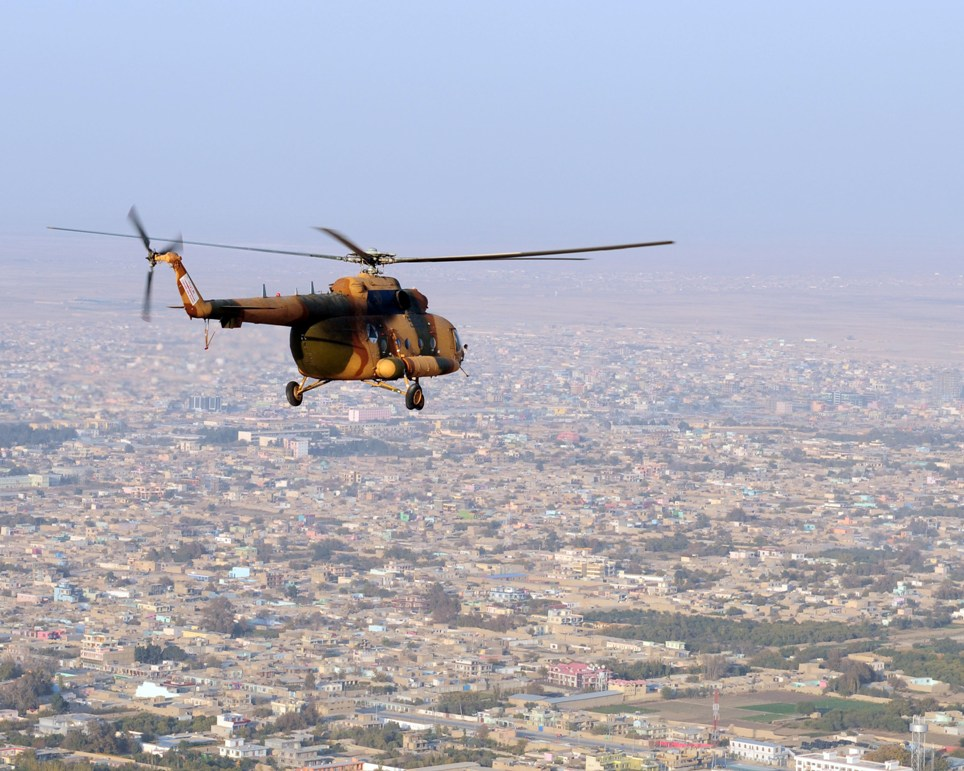
Mazar-i-Sharif

L'unica città dell'Afghanistan con oltre un milione di abitanti è la capitale Kabul. Gli altri centri abitati sono piccole città o cittadine. Su un totale di 27,5 milioni di abitanti, in Afghanistan, circa 6 milioni di persone abitano in aree urbane, mentre il resto della popolazione vive in paesaggi rurali e campagne.

## Città principali
La tabella mostra le principali città in ordine di popolazione:
| Città          | Popolazione (ultima stima) |
| -------------- | -------------------------- |
| Kabul          | 3.289.000                  |
| Kandahar       | 491.500                    |
| Herat          | 436.300                    |
| Mazar-i Sharif | 368.100                    |
| Kunduz         | 304.600                    |
| Taloqan        | 219.000                    |
| Jalalabad      | 206.500                    |
| Puli Khumri    | 203.600                    |
| Charikar       | 171.200                    |
| Sheberghan     | 161.700                    |
| Ghazni         | 157.600                    |
| Sar-e Pol      | 150.700                    |
| Khost          | 133.700                    |
| Chaghcharan    | 131.800                    |
| Mihtarlam      | 126.000                    |
| Farah          | 108.400                    |
| Pul-i-Alam     | 102.700                    |
| Samangan       | 100.500                    |
| Lashkar Gah    | 100.200                    |

## Nomi antichi
| Città o regione attuale | Nome antico                     |
| ----------------------- | ------------------------------- |
| Kabul                   | Chabolo, Kophene, Gaofū, Kābūrā |
| Ghazni                  | Ghaznīn, Ghazna                 |
| Balkh                   | Bactra, Bokhdī                  |
| Herat                   | Haraiva, Harī, Aria             |
| Laghman                 | Lampaka                         |
| Jalalabad               | Adinapur                        |
| Kandahar                | Arachosia                       |
| Lashkar Gah             | Bost o Bust                     |

## Galleria d'immagini

Immagini di altre città dell'Afghanistan
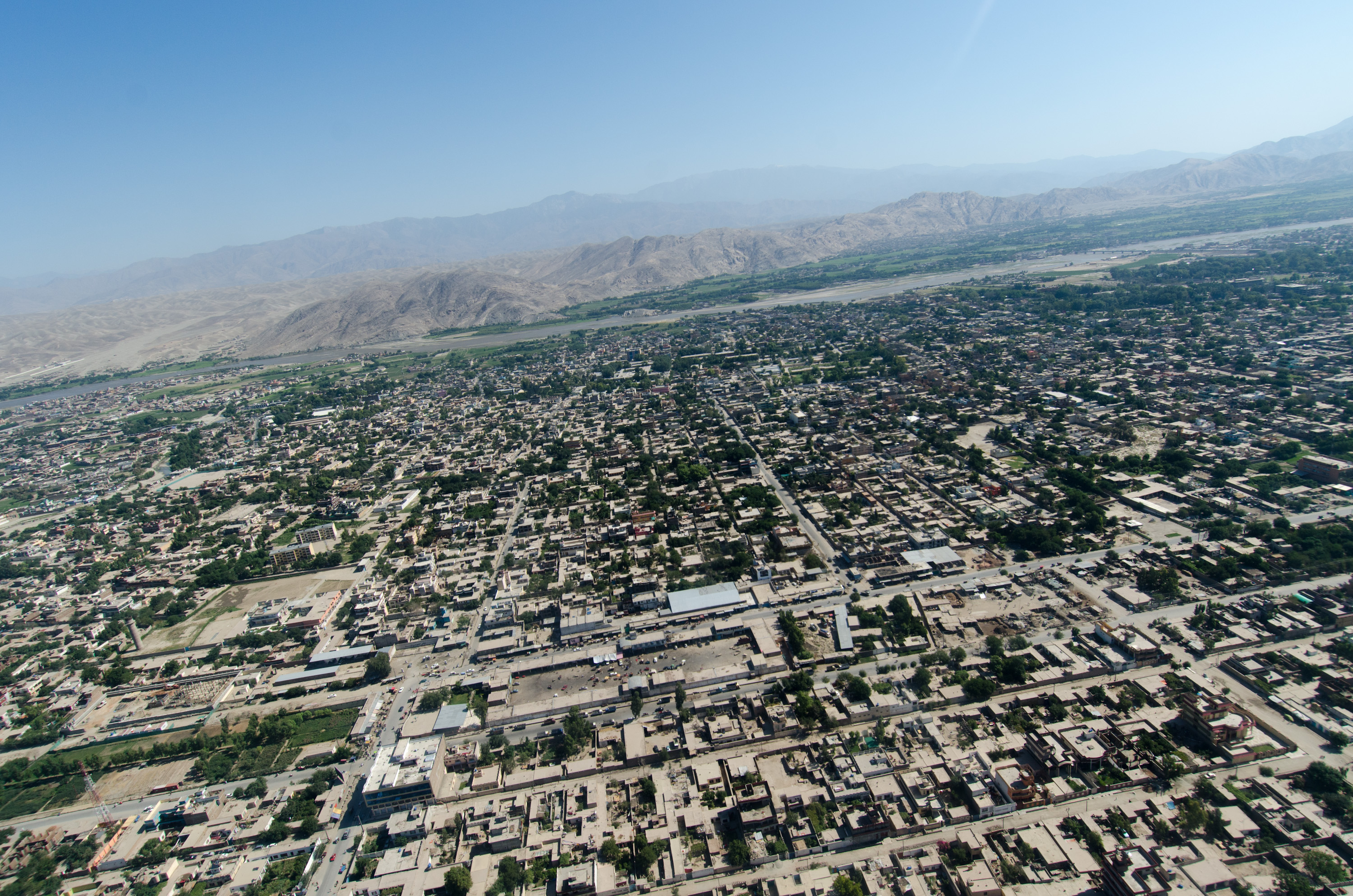
Jalalabad
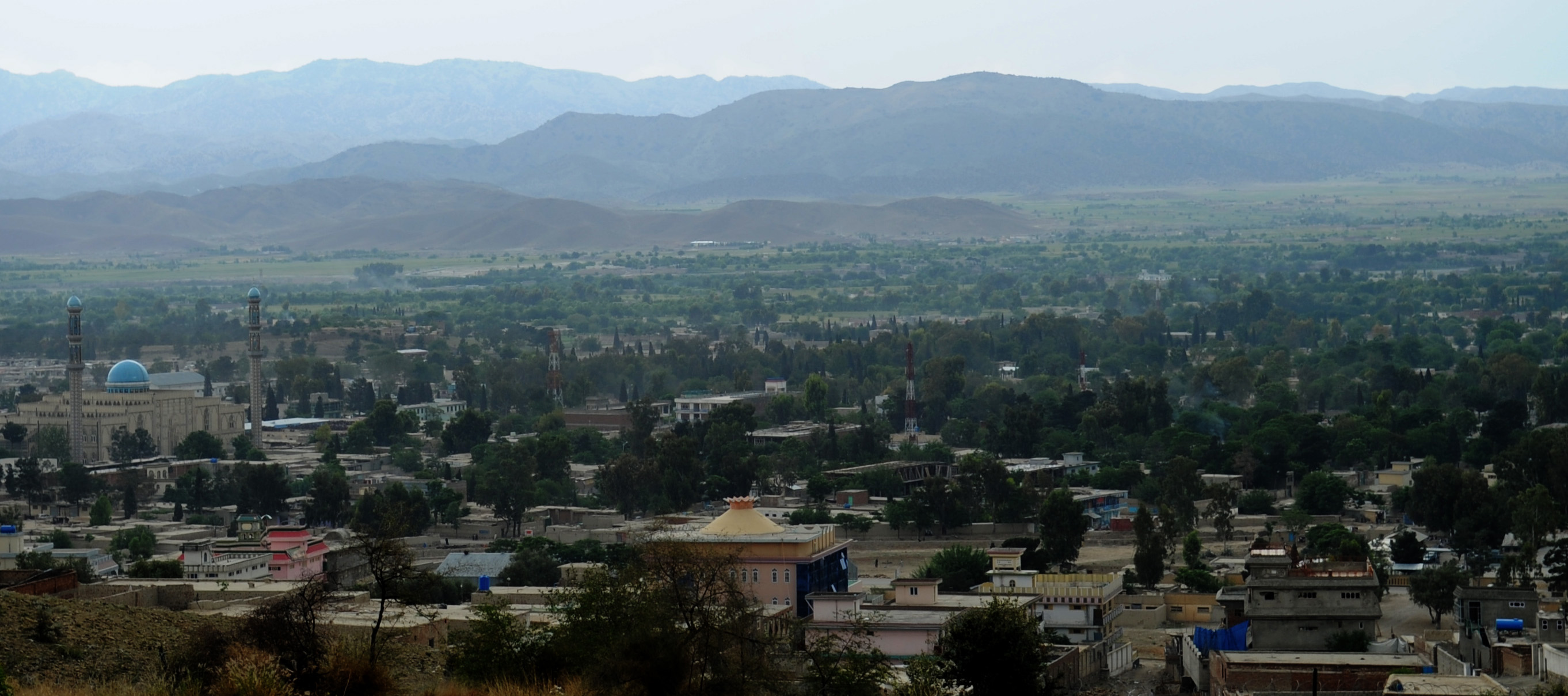
Khost
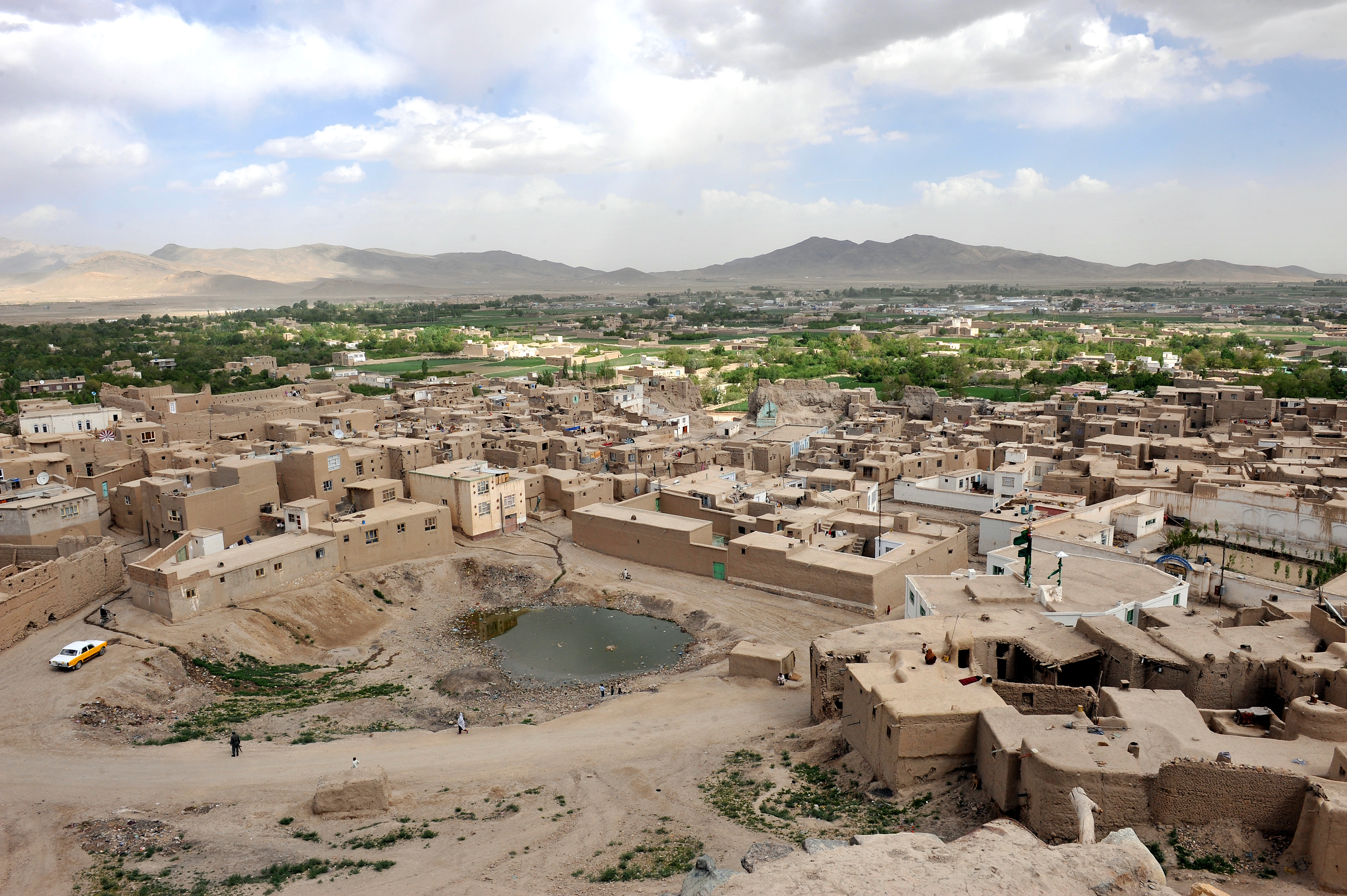
Ghazni
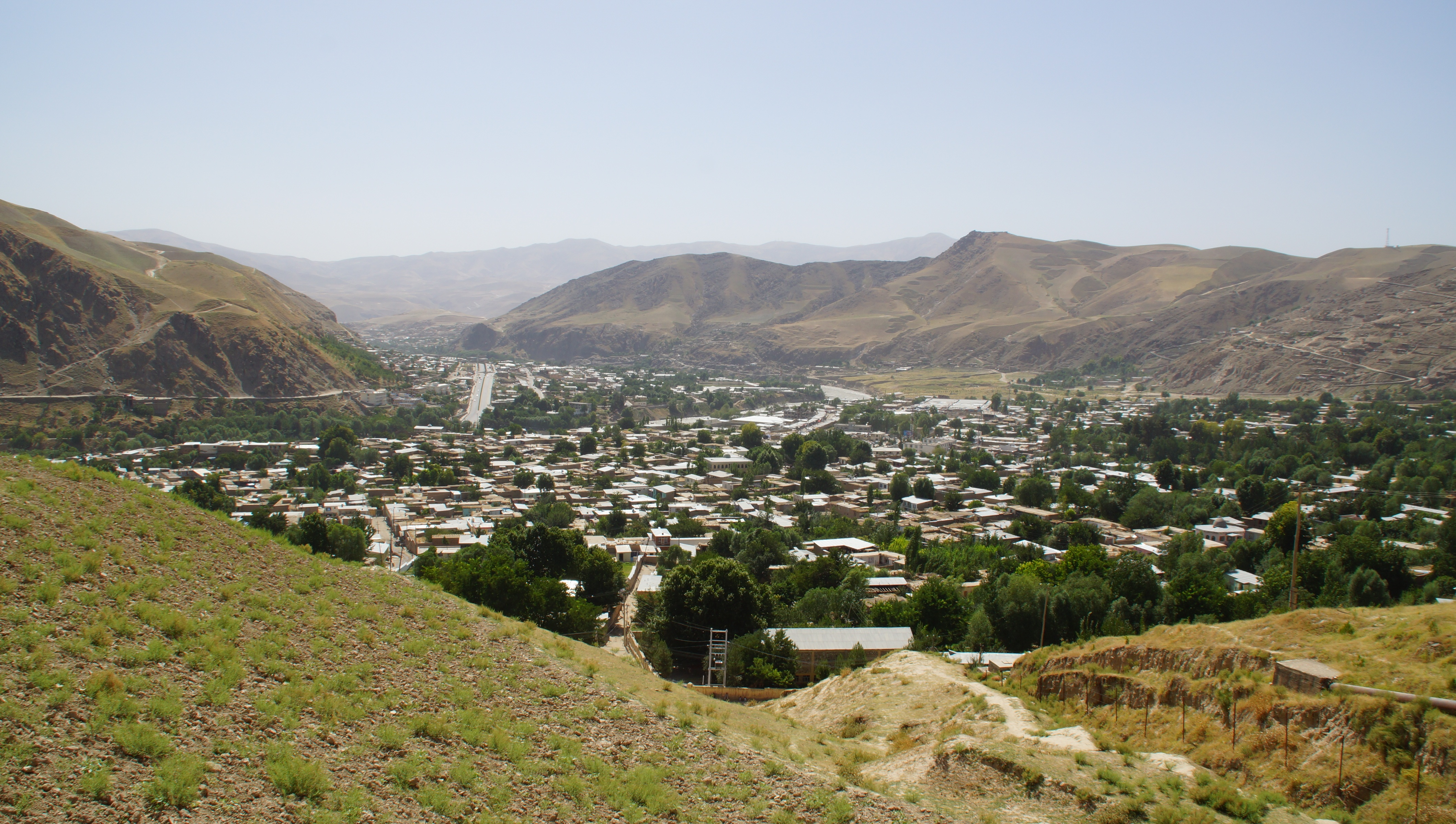
Feyzabad
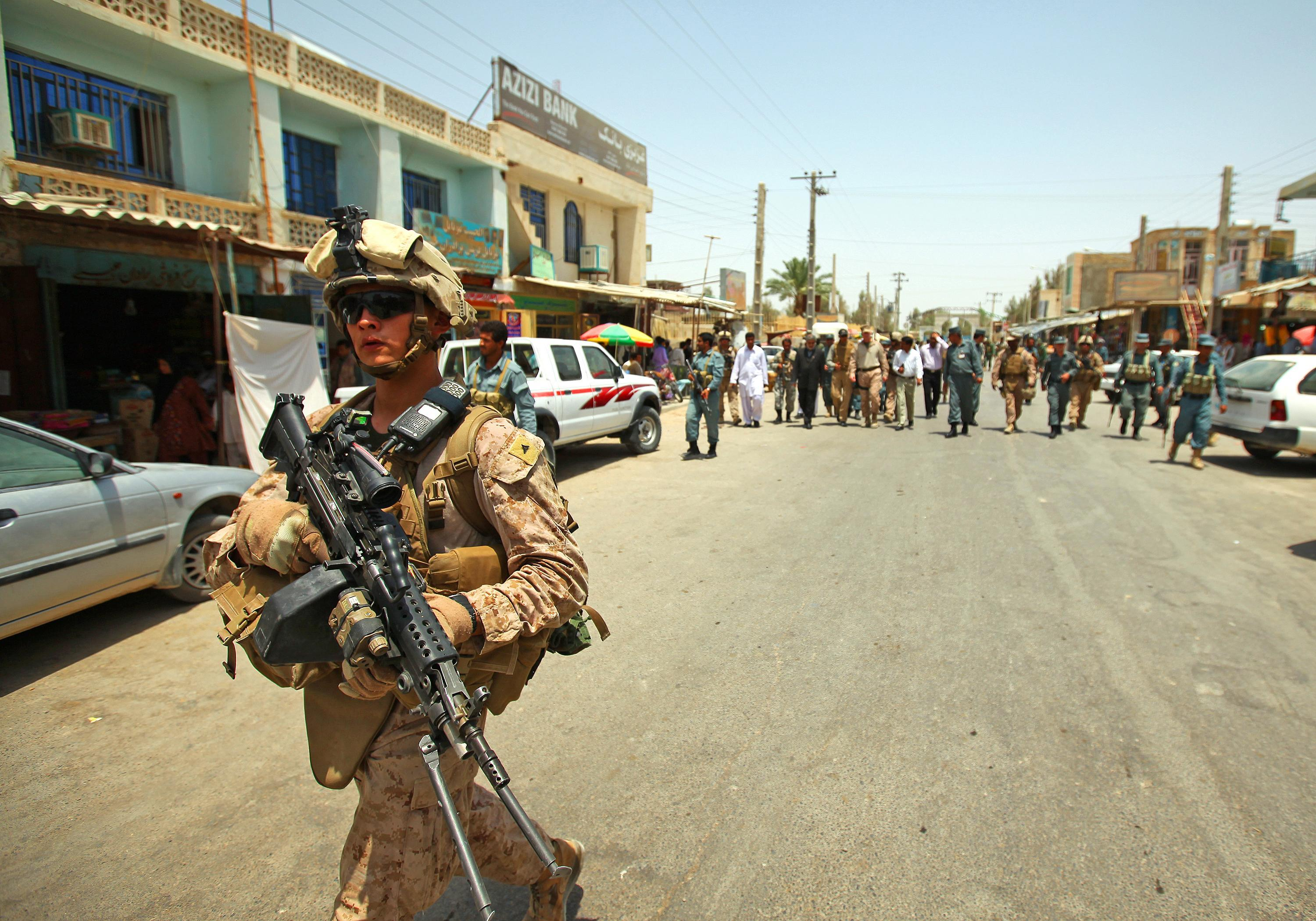
Zaranj
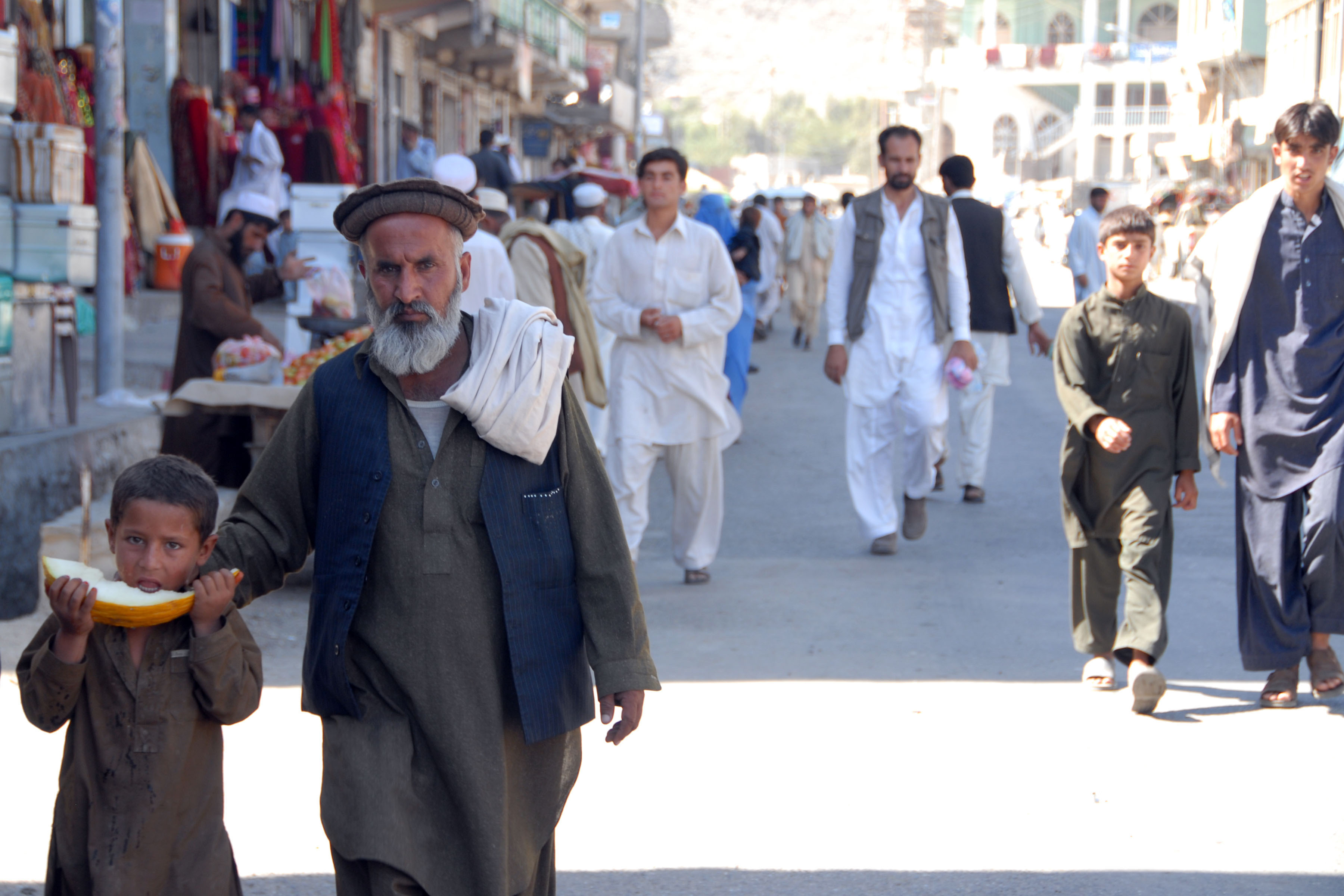
Asadabad